# ポルシェ・956
ポルシェ・956は、ポルシェが1982年に発効したFIAの新規定（のひとつ）グループCに合わせて開発したプロトタイプレーシングカーである。開発責任者はノルベルト・ジンガー。ワークススペックが10台、カスタマースペックが1983年型12台、モトロニックを搭載し、956Bともいわれる1984年型6台の計28台が製作された。

## 概要
ポルシェは1976年に世界スポーツカー選手権参戦用にグループ6規格のスポーツプロトタイプカー、ポルシェ・936を開発・製作した。ポルシェは世界スポーツカー選手権の参戦を1年で切り上げ、その後はル・マン24時間レースでのみ936のレース活動が行われていた。1982年から新たにグループC規格で世界耐久選手権が行われることになり、ポルシェは936に代わるスポーツプロトタイプカー、956を開発・製作した。
デビュー年の1982年はワークス・チームのみが956を使用したが、1983年から有力なカスタマー・チームにも販売されるようになり、956の後継車ポルシェ・962とともに世界中のスポーツカーレースで活躍した。

### エンジン

#### 935/76型
ポルシェがインディ500参戦用に開発した空水冷・水平対向6気筒・シングルターボの935/72型エンジンをツインターボ化したもので、ポルシェ・935/81に搭載されたものをほぼそのまま流用した。1982年にワークスが、1983年にはカスタマーチームがそれぞれ使用した。
排気量は2,650 ccで、ヘッドのみ水冷である。左右3気筒ずつを担当する2個のKKK製K26-3060Gターボチャージャーを装着し1.2バールに過給し、圧縮比7.2、650 PS/8,200 rpm。ただし1982年のル・マン24時間レースでは燃費向上のため過給圧を1.1バールとしている。エンジンマネージメントシステムは当初ボッシュモトロニックMP1.2を使用する予定だったが間に合わず、クーゲルフィッシャー製機械式インジェクションを使用した。
ディフューザーの傾斜角を確保するため、エンジンを前傾させて搭載している。
1983年にはバランスチューブでサージタンクを接続し、左右のサージタンク内の過給圧が均等になるよう改良が行われた。

#### 935/82型

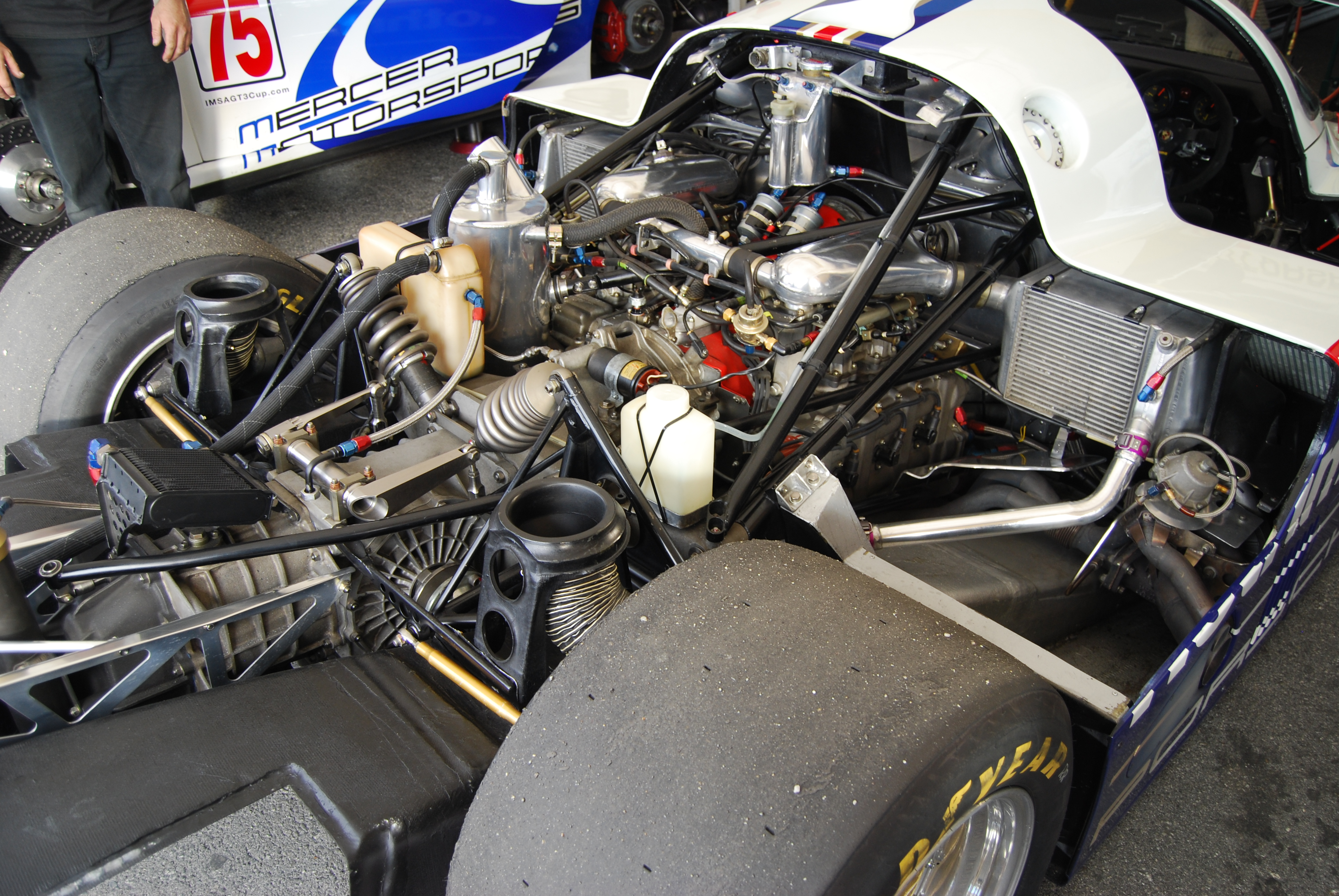
ポルシェ・935/82型エンジン

935/76型のエンジンマネージメントシステムをボッシュ製のエレクトリックコントロールユニット、モトロニックMP1.2により電子制御化したもの。冷却方式もそれまでのシリンダーヘッドだけが水冷だったものから、シリンダーブロックも含めた全水冷に変更された。ワークスが1982年のシーズン後半に試用後、1983年から使用。1984年からはカスタマーチームにも供給された。
1984年にはツインインジェクター化された。また、1986年には排気量を2.8リットルに拡大されたものが、カスタマーチームに供給された。

### シャーシ

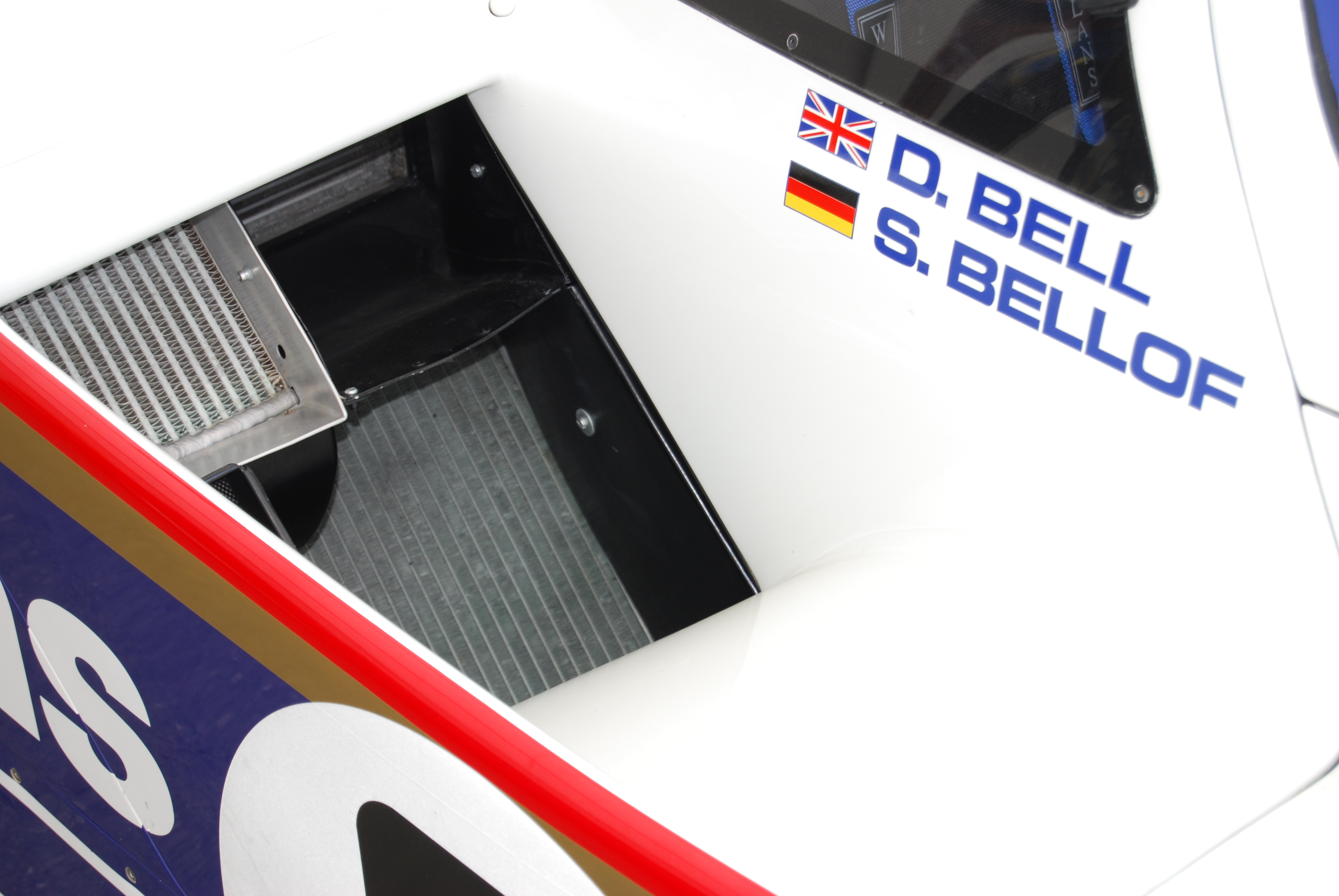
956のラジエーターレイアウト。上部運転士席側にインタークーラー、外側にエンジンオイルクーラー。下部運転士席側にシリンダーヘッド冷却用ウォーターラジエーター、外側ほとんど隠れているのがコンプレッサー吸気口。写真は82年型で、83年型はラジエーターが大型化された。

956のエンジンはミッドシップに搭載され、燃料タンクはシート後部に配置される。ラジエーター、インタークーラーなどはコックピットの側面に装備されている。
ポルシェは936まではアルミスペースフレームのシャシーを使用していたが、グランドエフェクトによるダウンフォース増大に対応するため、956でポルシェでは初となるツインチューブ式のアルミニウムモノコックを採用した。モノコックはアルミ板をリベットで接続、接着剤も使用し組み上げたもので重量に比して高い剛性を得ることができた。
サスペンションは前後ともダブルウィッシュボーンで、リヤサスペンションのコイル・スプリングはディフューザーのアップスイープに干渉しないようにギアボックスの上部に配置されている。トラス状にアッパーアームとプッシュロッドを一体化し軽量高剛性なロッカーアームとした。フォーミュラカーのロッキングアーム式に似るがより堅牢で、緻密な作動が可能になっている。
カウルは1982年製作の物はFRPを使用していたが、1983年製作の物からケブラーに材質が変更され17 kgの軽量化が図られた。
ホイールは前後とも16インチが標準であったが、962C登場後、性能向上を目的に962Cのリヤサスペンションとリヤカウルを使用するチームが多くなった。

### トランスミッション
ポルシェ・944LM開発時に製作したシンクロ付き5速MT。

### 空力

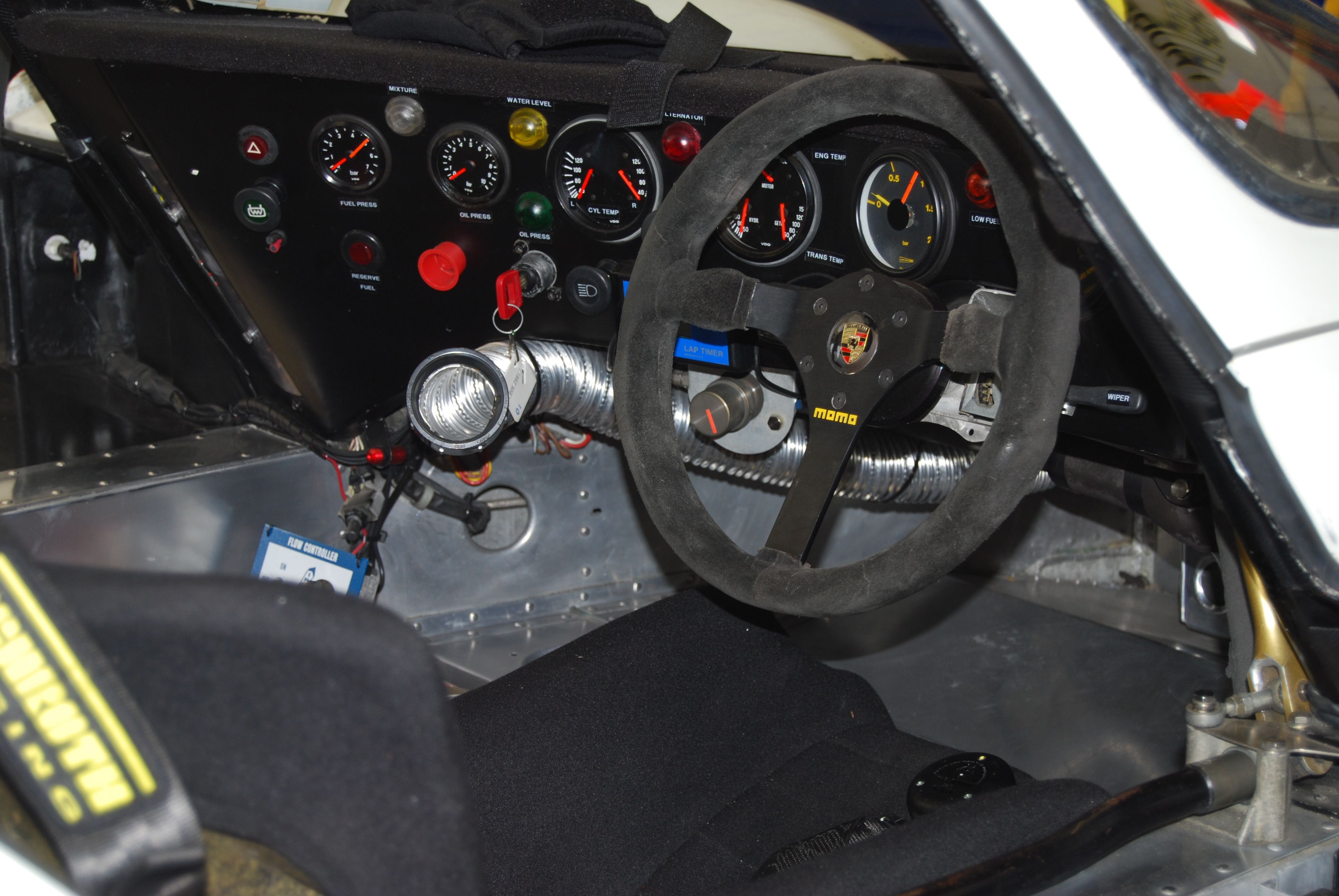
956のコックピット。ポルシェハンプのためフロアが隆起しているのがわかる。

グループCが燃費フォーミュラであることから低ドラッグであることが求められ、ポルシェとしては初めてグラウンド・エフェクト・カーとして製作された。水平対向エンジンは横幅があるためグラウンド・エフェクトカーには不向きであるが、エンジンを5度前傾させて搭載しディフューザーのスペースを確保した。また、フロント床下部にはポルシェハンプと俗称される逆翼状の窪みを設けている。これはフロント・ベンチュリとして機能し、床下の気流の流速を維持する効果があるという。リアウィングは垂直安定板を介してカウルに装着される。
約6 kmの長い直線が特徴だったル・マン24時間レースにおいては速度性能を重視し、低ドラッグ、低ダウンフォースのローウイング・ロングテール仕様の機材が用意された。ただし、延長されているのはテールカウルのみであり、そこにマウントされるリアウイングの後端垂線位置に変更はない。これは全長が4,800 mm以内というレギュレーションによるものであり、よってノーマル機材とル・マン機材、いずれも全長は同一である。ポルシェハンプは採用されていない。

## 開発年譜

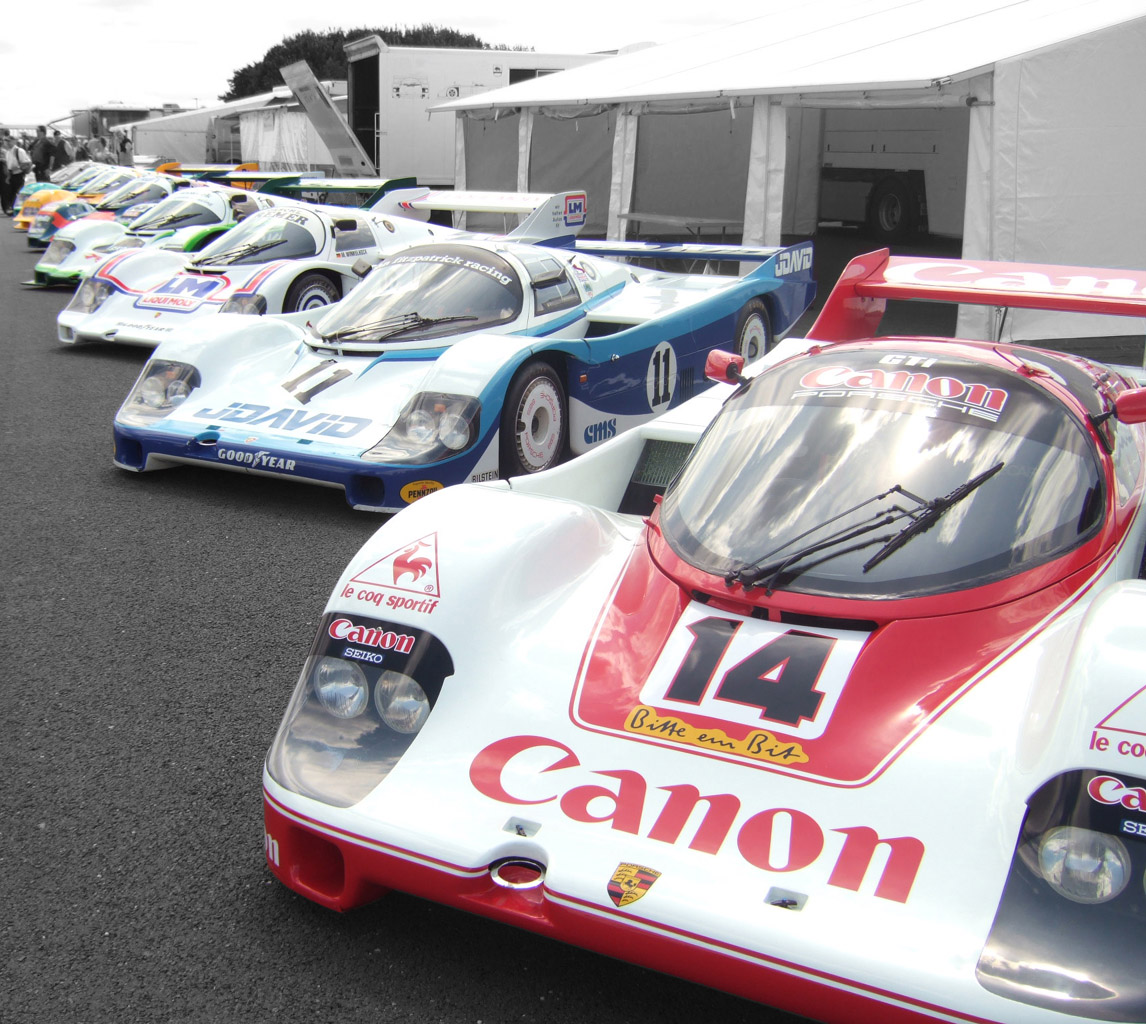
プライベートチームの956

### 1982年
- 5月、WEC第2戦シルバーストン6時間でデビュー（アルミツインチューブ・モノコック、935/76エンジン）。
- 9月、WEC第5戦、スパ1000 kmで2号車がモトロニックを試用し2位入賞[9]。

### 1983年
- ワークス、935/82エンジンに移行。
- 1982年のワークス・マシンと同型車を有力なカスタマー・チームに販売開始した[10]。

### 1984年
- 1983年のワークス・マシンと同型車をカスタマー・チームに販売（956B）。
- ヨースト・レーシング（以下ヨースト）、WEC第3戦ル・マン24時間にメカニカル・インジェクション仕様のエンジンを使用して優勝。
- リチャード・ロイド・レーシング（RLR）、アルミハニカム製モノコックの956-106BをWEC第7戦スパ1000 kmにデビューさせる。
- ワークス、WEC第8戦イモラ1000 kmの予選でデュアルクラッチトランスミッション、PDKを試用。
- ワークス他一部カスタマーチーム、ベンチュリー効果向上のためアンダーパネルのエンジン下部にある排熱ルーバーを塞ぎ、アンダーパネルのトランスミッション付近に排熱用のスリットを設けた[11]。

### 1985年

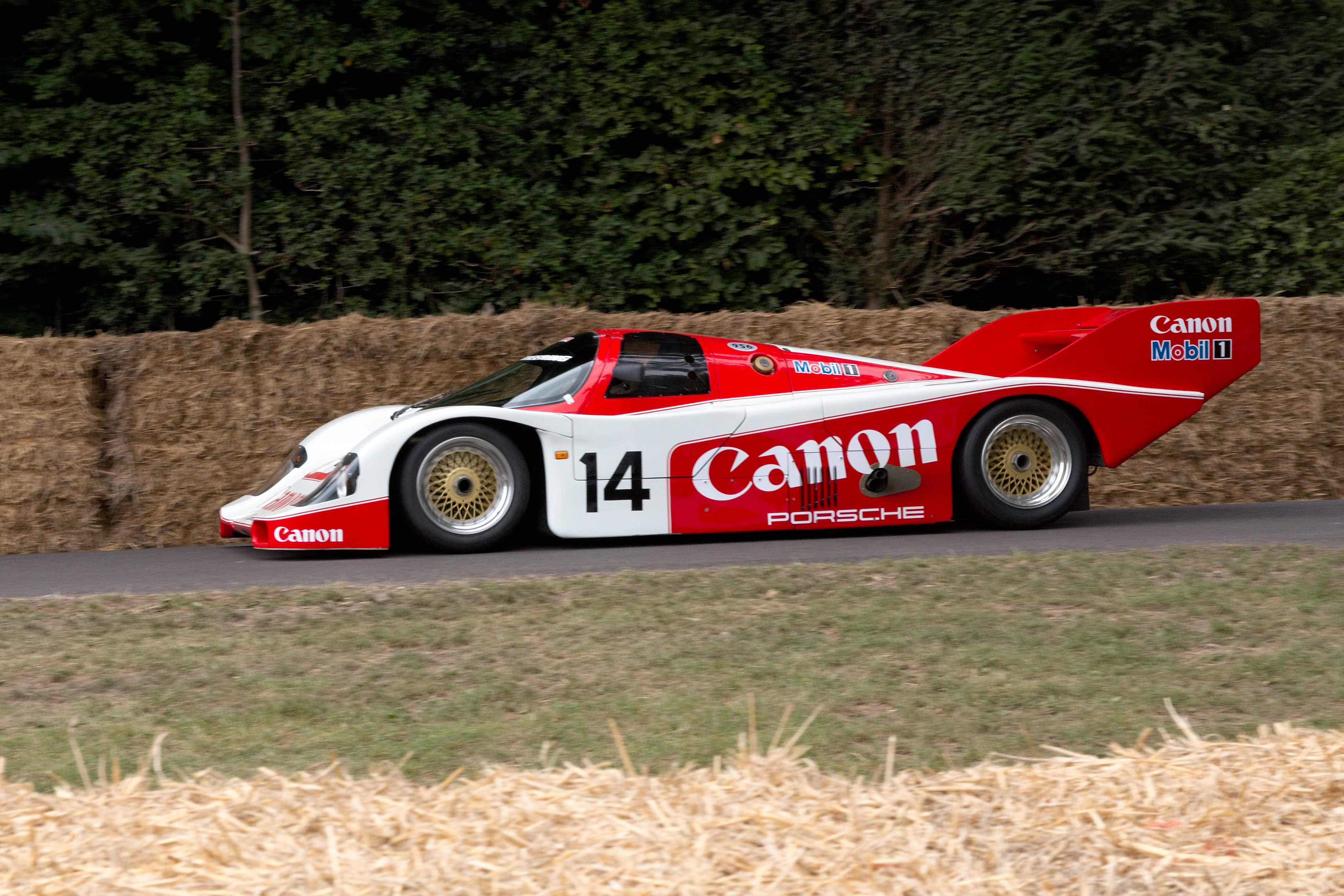
RLRの956GTi 106B2。1985年のWEC第7戦 スパで106Bがアクシデントで大破。同年中にリビルドされたもの。

- ワークスの使用車両、956から962Cに移行。
- ヨースト、ル・マンで3.0リットルエンジンを使用し優勝[12]。

### 1986年
- 世界選手権、WECからスプリント・イベントを含むWSPCシリーズに移行。
- ポルシェ、カスタマー・チームに2.8リットル仕様の935/82エンジンを供給。
- ヨースト、ル・マンの予選で大型ターボチャージャー付き3.2リットルエンジンを使用[13]。
- ブルン・モータースポーツ、WSPCの予選で空水冷3.2リットルエンジンを使用。

## 戦績

### 1982年

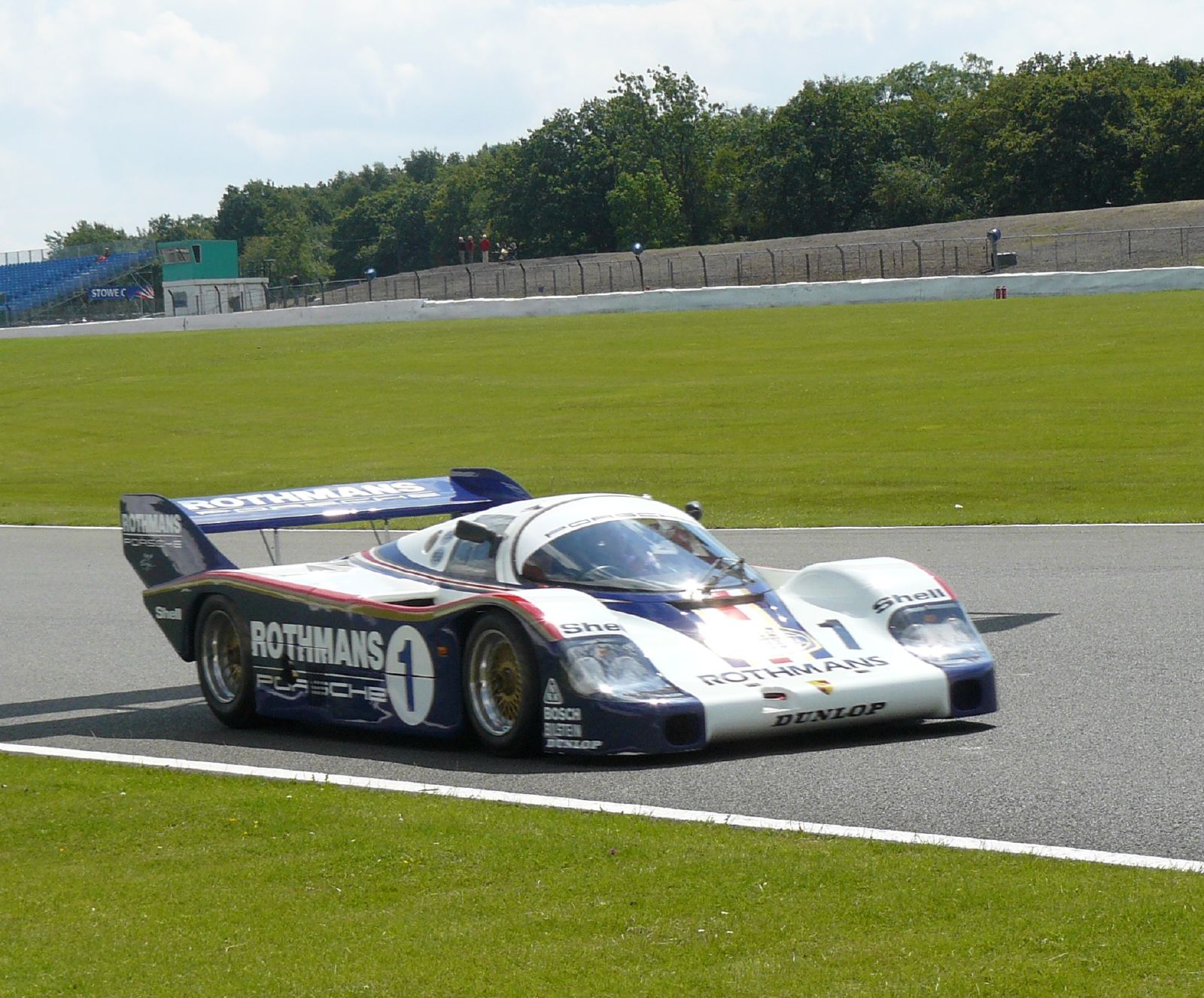
ワークスポルシェの956（1982年 WEC）

956のデビュー年である1982年は、ワークスのみが956を使用した。デビューレースは、WEC第2戦シルバーストン6時間で1台のみエントリーされた。予選でポールポジションを獲得するものの、レースでは燃費に苦しみランチアの3周遅れの2位に終わった。
第4戦ル・マン24時間には3台エントリーで参戦した。レースはランチア勢は序盤のうちにリタイア。コスワースDFLを搭載したフォード・ワークスとプライベーターもエンジンのバイブレーションに悩まされて低迷する中、ポルシェは盤石のレース運びを展開。カーナンバー順に1-2-3フィニッシュでゴールし、ル・マン24時間の連覇と956の初勝利を記録した。
ポルシェ・ワークスはその後、第5戦スパ1000 km、第7戦富士6時間、最終第8戦ブランズハッチ1000 kmに勝利しメイクスとドライバー（ジャッキー・イクス）の二冠を獲得した。
ポルシェ・ワークスはWECのほか、DRM第7戦ノリスリンクにヨッヘン・マスのドライブで出場し優勝。11月6日開催のキャラミ9時間にも参戦し、イクス/マス組、デレック・ベル/バーン・シュパン組の順で1-2フィニッシュし、シーズンを終えた。

### 1983年

#### WEC

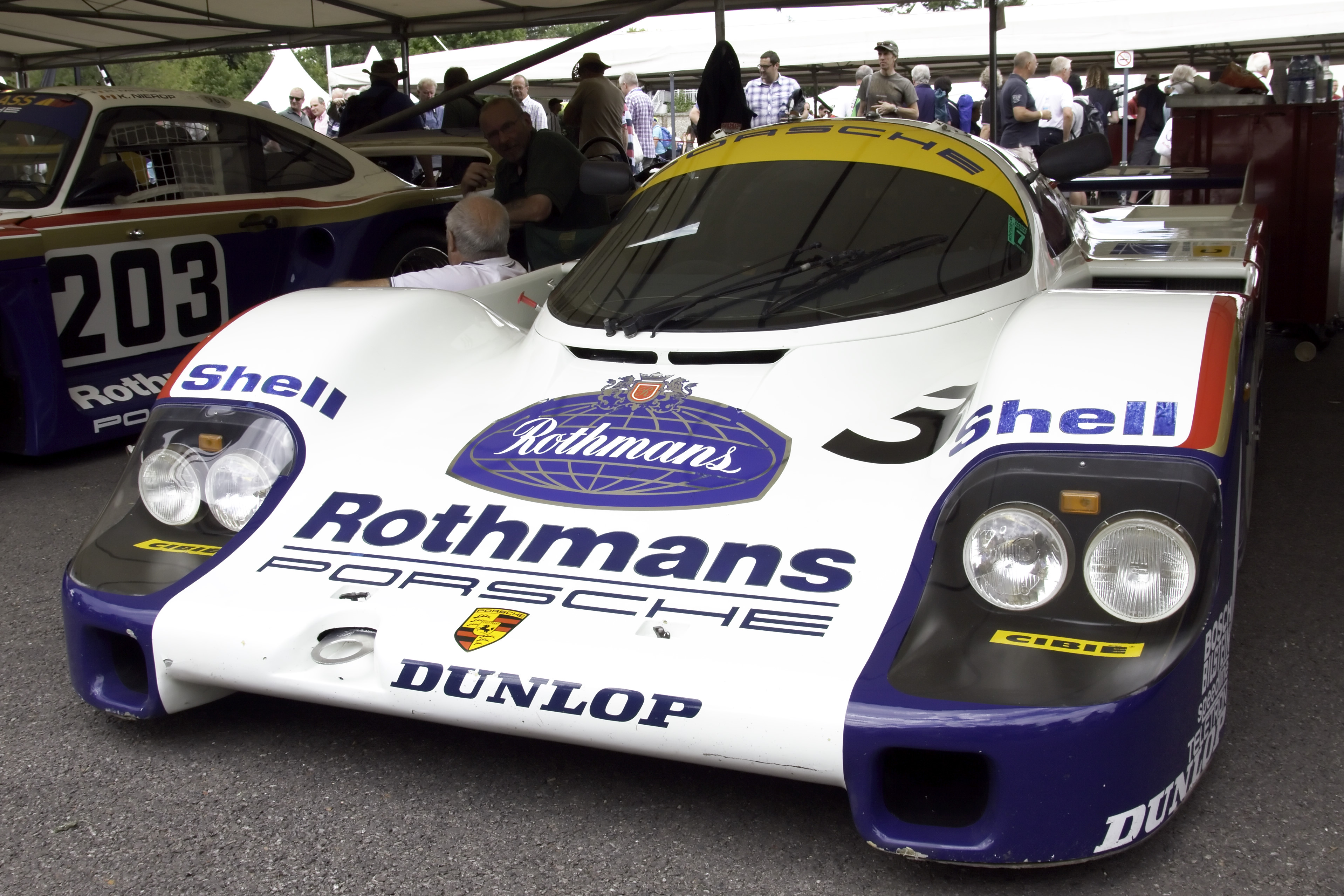
ワークスポルシェの956。1983年ル・マン24時間の優勝車。

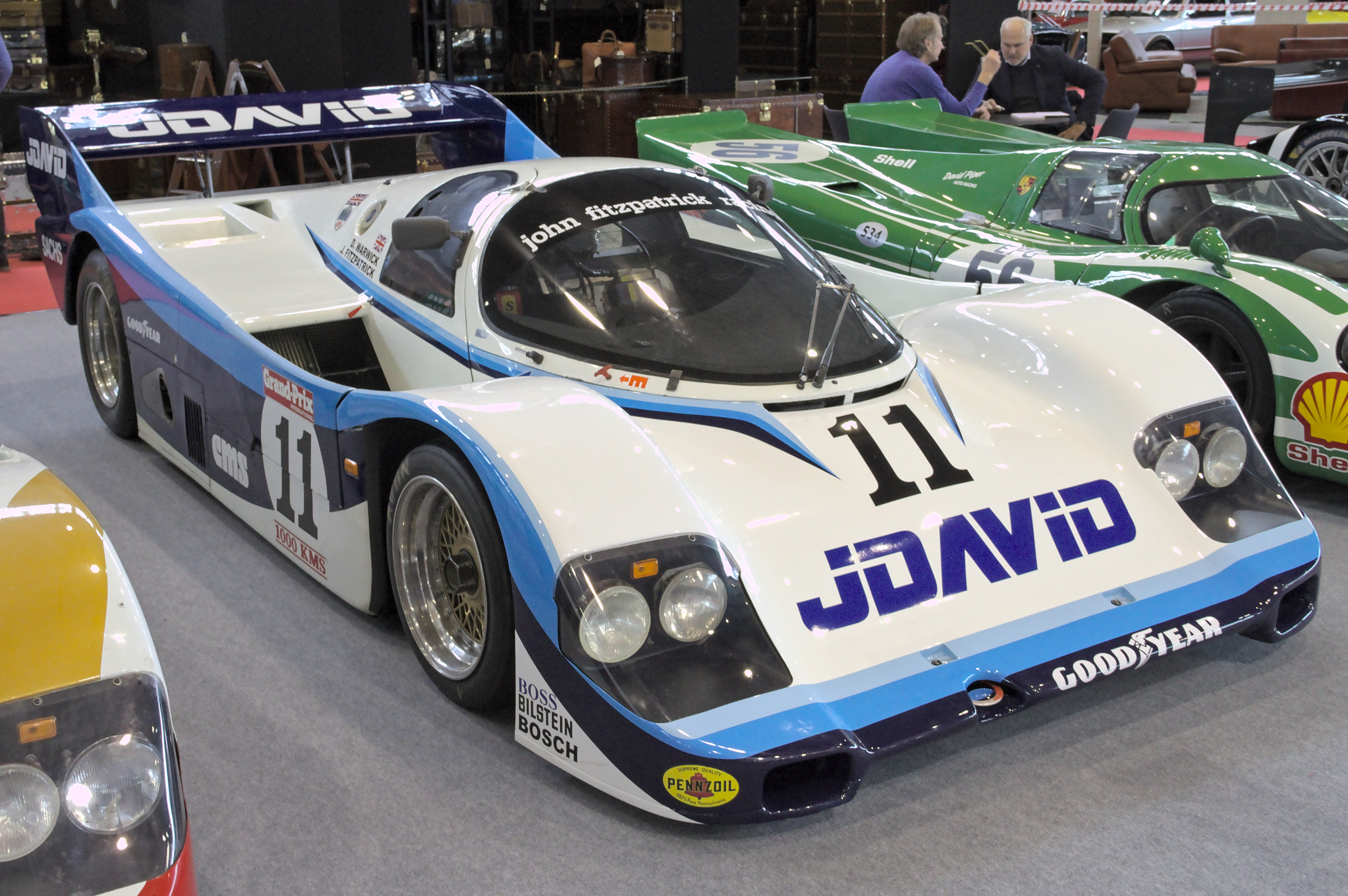
ジョン・フィッツパトリック・レーシングの956（1983年 WEC）

1983年シーズンからワークスに加え、1982年型の956を購入したカスタマーチームもWECに出場するようになった。ワークスの956はエンジンの電子制御化が行われ競争力が更に向上した。
開幕戦のモンツァ1000 kmではカスタマーチームであるヨースト・レーシングが、独自にターボブーストを上げたエンジンによってワークスポルシェを破って優勝した。しかし、その後のレースではワークスポルシェが巻き返して第2戦シルバーストン1000 km、第3戦ニュルブルクリンク1000 kmを連勝。ル・マン24時間でも1-2で3連覇を決めた。ル・マンではカスタマーの956もそれぞれ好成績を残し、9位のザウバー以外のトップ10を956が独占した。
ワークスポルシェはル・マン後の第5戦スパ1000 km、第6戦の富士1000 km、第7戦キャラミ1000 kmに勝利し前年に続いてメイクスとドライバー（ジャッキー・イクス）の二冠を獲得した。

#### ヨーロッパ、北米
ヨーロッパ耐久選手権（EEC）が1978年以来5年ぶりに開催された。WECのヨーロッパラウンドに単独開催の3レースを加えた全8戦で争われ、ヨーストからエントリーのボブ・ウォレクがワークス勢を抑えてタイトルを獲得した。ウォレクは全6戦で争われたDRMでもタイトルを獲得した。
インターセリエではウォルター・ブルンとウォレックがそれぞれ勝利を記録した。また、DRM第4戦と同日開催のノリスリンクのノンタイトル戦でワークスポルシェのステファン・ベロフが優勝した。
北米で開催のカンナム第3戦ロードアメリカ、第5戦モスポートにジョン・フィッツパトリックが参戦しロードアメリカで優勝し、モスポートでも3位に入賞した。

#### 日本
1983年から日本でもグループC車両が参戦可能なJSPCが開催されるようになった（ドライバー・タイトルのみ）。このシリーズにトラスト・ノバ956（バーン・シュパン、藤田直廣組）がエントリーした。トヨタ、日産もグループCカーを開発しシリーズに参戦したが実力差は歴然としており、トラスト・ノバは開幕戦の鈴鹿500 km、第2戦の鈴鹿1000 kmを連勝。第3戦WEC JAPANではポルシェからワークススペックの935/76型エンジンと、ポルシェハンプのついたアンダーフロアの供給を受け、2台のワークスポルシェに次ぐ3位に入りシュパンがタイトルを獲得した。また富士のみの3戦で行われたロングディスタンスシリーズ（チーム・タイトルのみ）でも藤田/シュパン組が全勝しチームタイトルを獲得した。

### 1984年

#### WEC

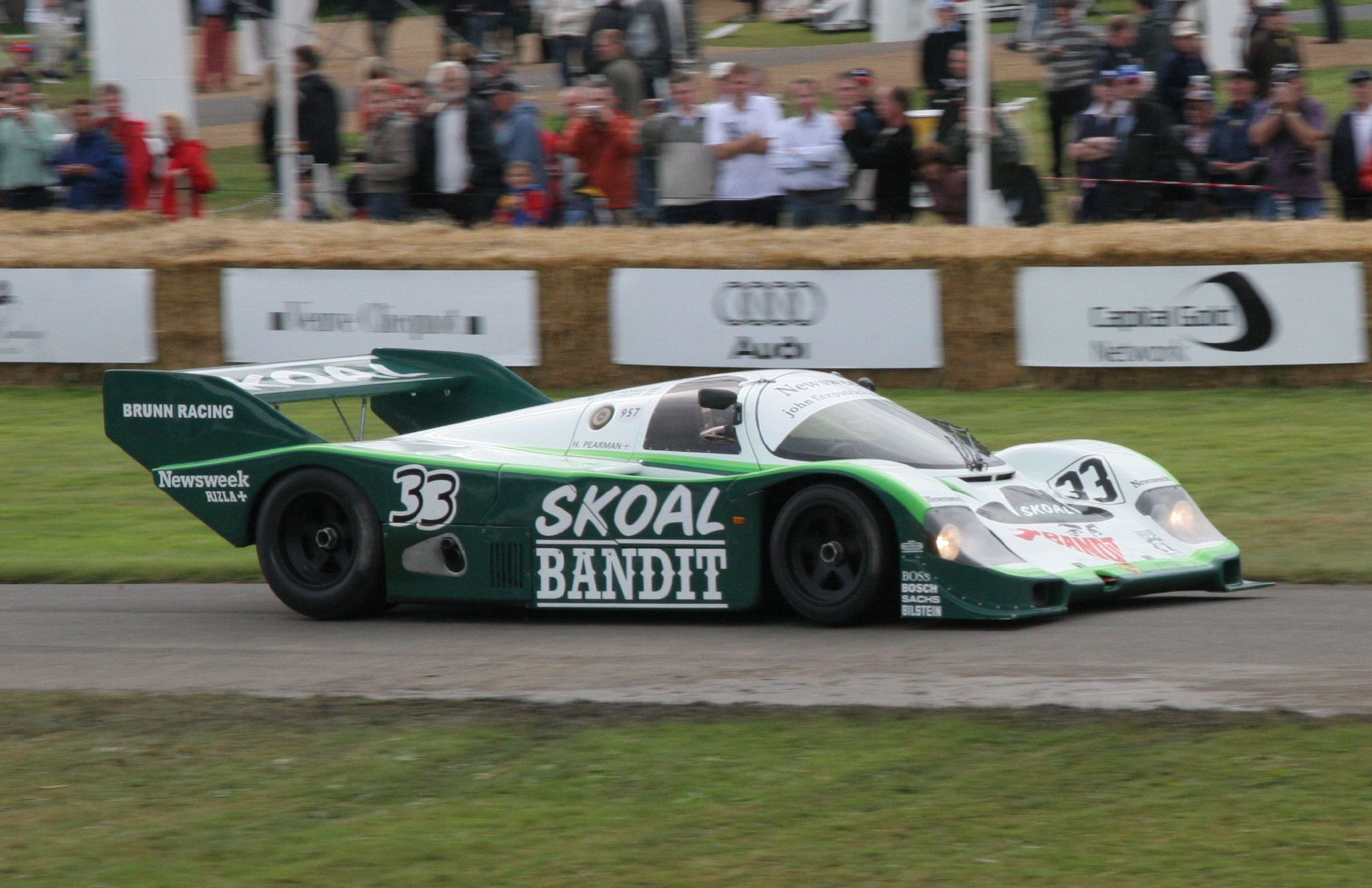
ジョン・フィッツパトリック・レーシングの956（1984年 WEC）

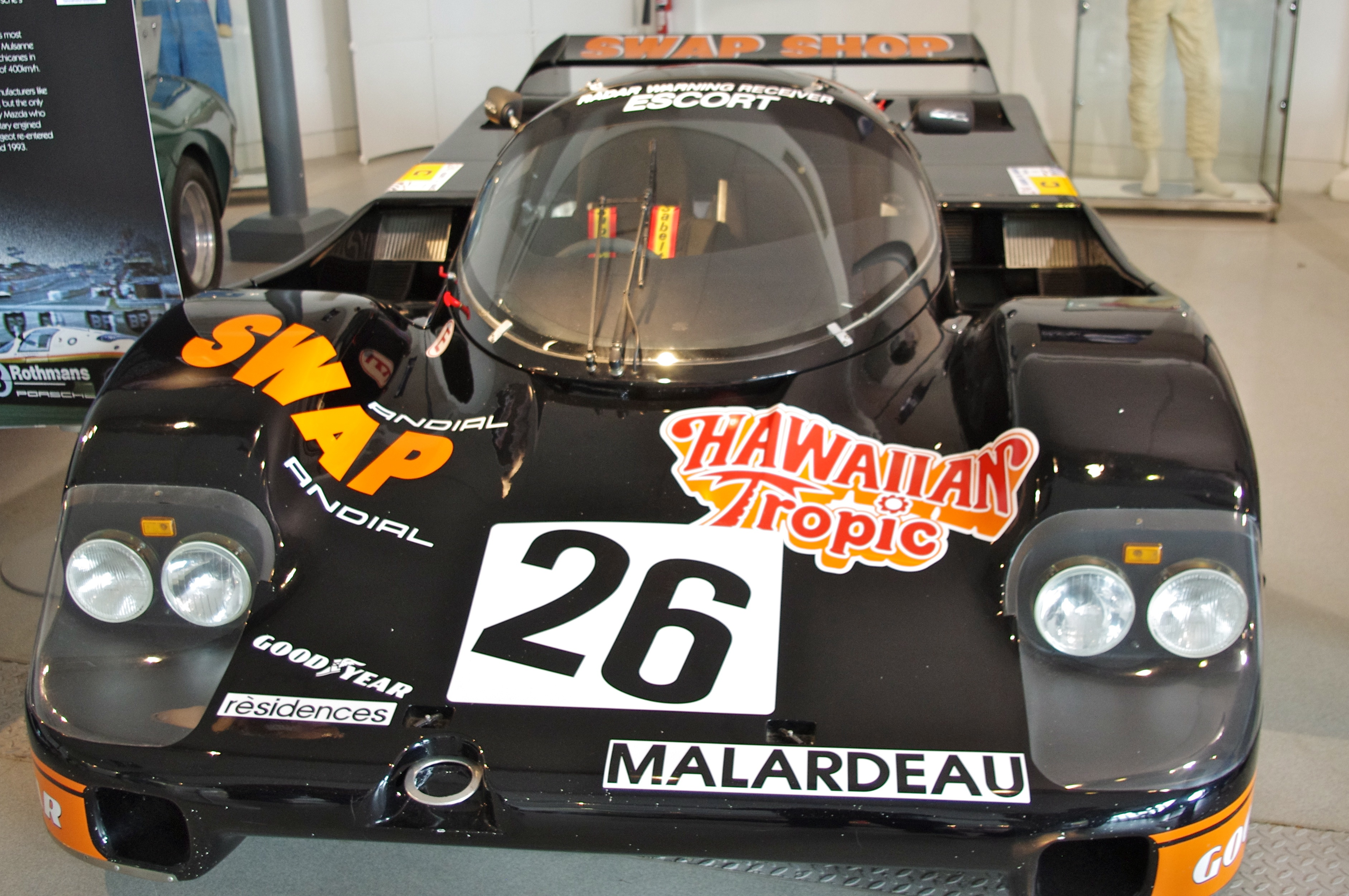
ヘン・Tバード・スワップ・ショップの956（1984年 ル・マン24時間）

前年と同様ワークスポルシェとカスタマーチームがWECに参戦した。ポルシェは1983年型のワークス仕様の956をカスタマーに販売した。
1983年シーズンと同様ワークスポルシェが強く、開幕戦モンツァ1000 km、第2戦シルバーストン1000 kmと連勝。しかし、ポルシェはFISAがIMSAとの交流を考え燃費規制廃止を検討していることに反発し、第3戦ル・マン24時間を欠場することになった。そのル・マン24時間はヨースト956が優勝し、956は3年連続優勝を果たした。また前年と同様にカスタマーの956が上位を独占した。ル・マンを欠場したワークスポルシェはル・マン後の8レース中5レースで優勝し、3年連続でメイクス、ドライバー（ステファン・ベロフ）の二冠を獲得した。

#### ヨーロッパ
全6戦で争われた1984年シーズンのDRMで956は圧倒的な存在であった。全戦で956が優勝し、ワークスポルシェとブルンからエントリーしたベロフがタイトルを獲得した。またインターセリエではヨーストのアンリ・ペスカロロとブルンのハンス＝ヨアヒム・スタックが勝利を記録した。
DRM開幕戦の前日にノリスリンクで行われたノンタイトル戦ではクレマーのマンフレッド・ヴィンケルホックが優勝した。

#### 日本
2年目のJSPCにはトラスト・ノバに加えシーズン中盤からアドバン・アルファ・ノバとフロムAが参戦するようになり956のエントリーが増加した。開幕戦鈴鹿500 kmでトラスト・ノバが優勝し、第3戦鈴鹿1000 kmではアドバン・アルファ・ノバが初優勝を記録。第4戦WEC JAPANではワークスポルシェ956が連覇。トラスト・ノバも2年連続の3位入賞を果たした。956はシーズン通算3勝を挙げるもタイトルは、オートビューレック、ロテック・BMWの長坂尚樹が獲得した。しかし3戦シリーズで行われた富士ロングディスタンスシリーズではトラスト・ノバが2勝を記録、2年連続でタイトルを獲得した。

### 1985年

#### WEC

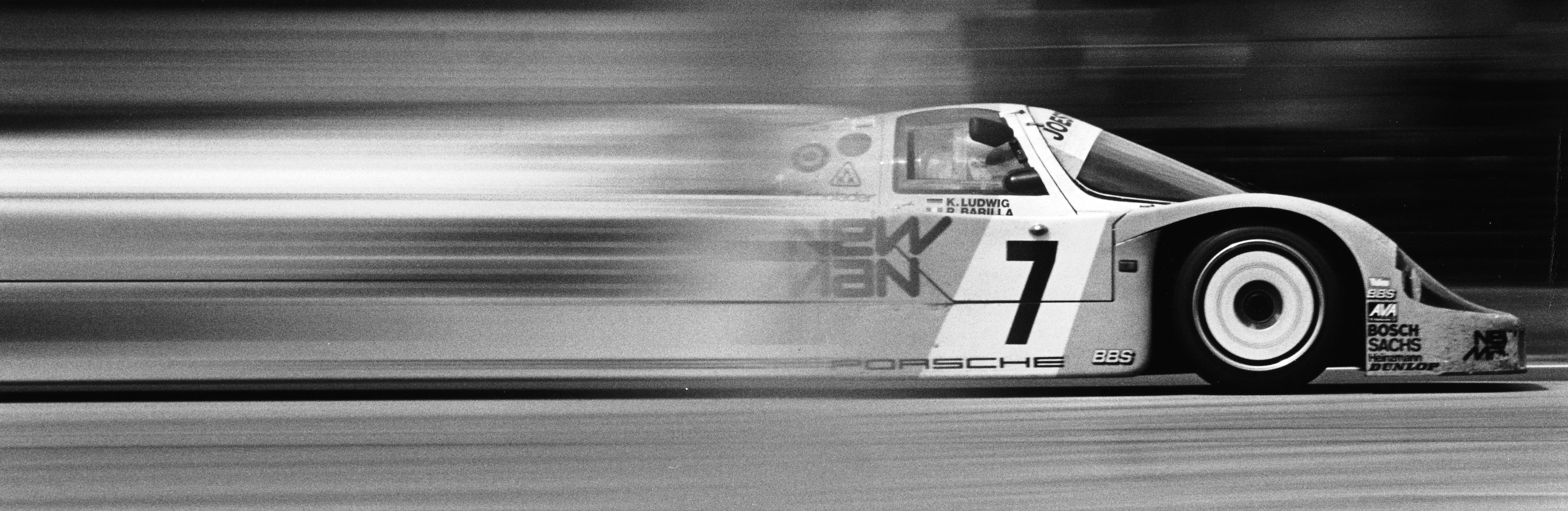
1985年のル・マン24時間を走るヨースト・レーシングの956。このマシンは前年に続いてル・マンを制覇した。

1985年から安全対策のための新規定が施行され、ポルシェは新規定に対応した962Cを開発・製作し、ワークスポルシェは962C
を主に使用するようになった。この新規定は2年の猶予期間が与えられたため、多くのカスタマーチームは956を継続使用した。
開幕戦ムジェロ1000 kmはワークス962C、第2戦モンツァ1000 kmではクレマーの962C、第3戦シルバーストン1000 kmでもワークス962Cが優勝と956を使用するカスタマー勢の劣勢が続いたが、第4戦ル・マン24時間ではヨースト956が連覇を達成。RLRの956GTiも2位に入った。だがル・マン後は再び962Cの優位が続きワークスの962Cが6レース中5レースで優勝。956はル・マンでの1勝のみに終わった。

#### ヨーロッパ

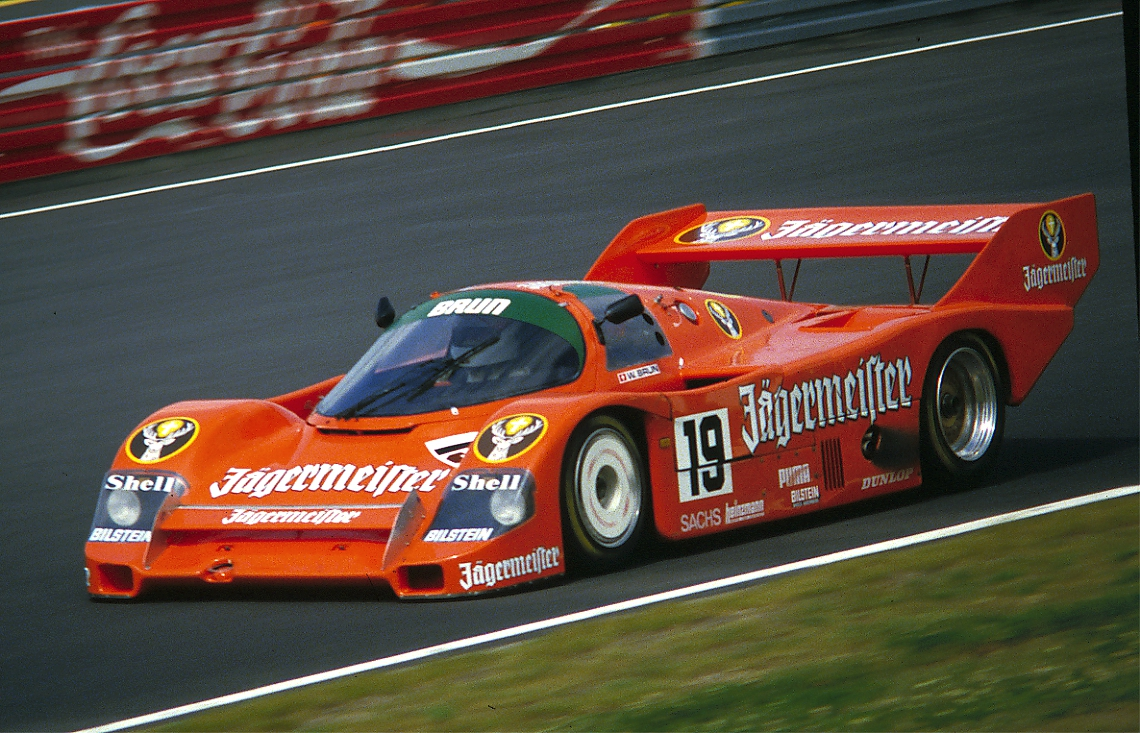
1985年8月、インターセリエ第7戦 ニュルブルクリンクでのブルン・モータースポーツの956。このマシンは翌月のWEC第7戦・スパでのアクシデントで失われた。

全10戦で争われたインターセリエではヨーストからエントリーのヨッヘン・マスがタイトルを獲得した。大半のレースをインターセリエとのダブルタイトルで開催したDRMでもマスがタイトルを獲得した。

#### 日本
1985年からJSPCと富士ロングディスタンスシリーズは統合され、JSPCの富士開催レースはJSPCとロングディスタンスシリーズのダブルタイトルとして開催されるようになった。956勢ではトラストが自社でメンテナンスを行うようになり、第3戦からアルファキュービックが参戦を開始した。一方、アドバン・アルファ・ノバはマシンを956から962Cに切り替えた。そのアドバン・アルファ・ノバ962Cが1985年のJSPCの主役となった。3勝を挙げて、高橋国光がタイトルを獲得。956勢ではトラストが第2戦富士1000 kmで挙げた1勝にとどまった。

### 1986年

#### WSPC
1986年から耐久レースだけではなく、スプリントレースも含めて世界選手権が開催されるようになり、シリーズ名がWECから世界スポーツプロトタイプカー選手権（WSPC）に変更された。ワークスポルシェは引き続き962Cを使用し、カスタマーチームも956と962Cを併用するようになった。またシーズン中盤からカスタマー向けに排気量を2.8 Lに拡大した空水冷エンジンが供給されるようになった。
1985年シーズン、956はル・マン24時間の1勝のみに終わったが、956にとってのラストシーズンである1986年は盛り返してヨーストが第4戦ノリスリンク、最終第9戦富士1000 kmで優勝、RLRも第5戦ブランズハッチ1000 kmで優勝と、マシン別では962Cの4勝に次ぐ3勝を挙げた。

#### ヨーロッパ、南アフリカ
DRMに代わる新シリーズとしてスーパーカップが開催されるようになった。ワークス962Cが強く956勢はヨーストのクラウス・ルドヴィックによる1勝に終わった。インターセリエではヨーストからエントリーの"ジョン・ヴィンター"がタイトルを獲得した。
11月22日開催のノンタイトル戦、キャラミ500 kmではヨーストのピエルカルロ・ギンザーニが500 kmを一人で走り切って優勝した。

#### 日本
前年と同じくトラスト、フロムA、アルファキュービックが956でJSPCに参戦した。1985年と同様アドバン・アルファ・ノバ962Cが強く、開幕戦、第2戦と連勝。956勢もトラストが第3戦富士500マイルと第6戦富士500kmに勝ち、フロムAも第4戦鈴鹿1000kmで初優勝を記録した。またWEC JAPANではヨーストが優勝するなど956勢が巻き返しを図ったがタイトルは2年連続でアドバン・アルファ・ノバ962Cの高橋国光が獲得した。

## 日本への導入とその影響

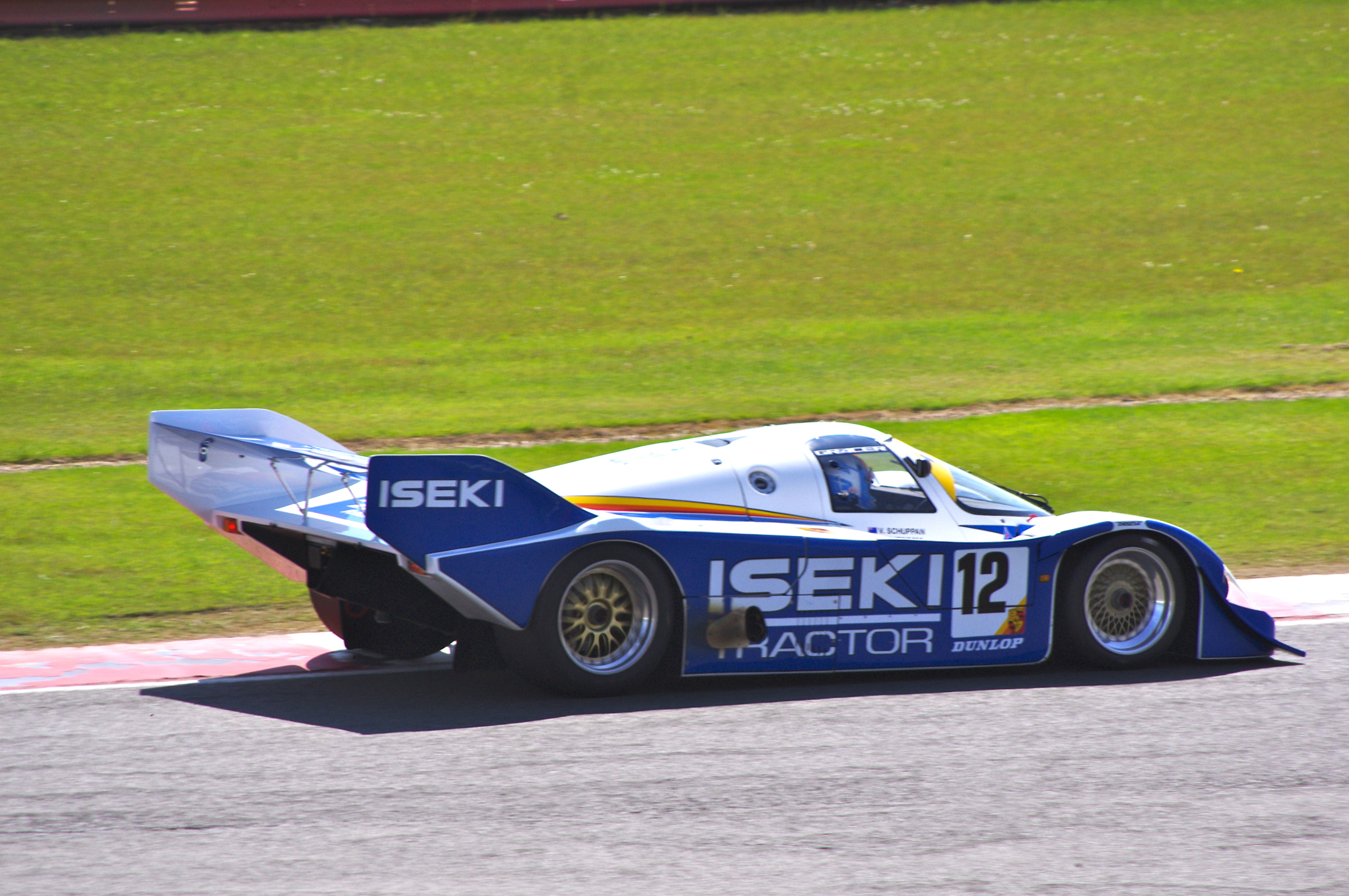
トラスト・ノバの956は黎明期のJSPCを席巻した。

1983年の全日本耐久選手権（JSPC）に、ノバ・エンジニアリングがル・マン用ロングテール仕様のトラストポルシェ956を参戦させ、富士1000kmでのデビューウィン以降ほぼ全勝の輝かしい戦績を残した。
同年秋に開催された世界耐久選手権（WEC）シリーズ中の1戦、WEC-JAPAN（富士1,000Km）には956勢の中でただ1台ロングテール仕様で参戦。低ドラッグによる燃費の良さを生かして快走を見せ、同じカスタマー仕様の956を使用する海外の各有力プライベートチームを上回り、燃費・パワーの点で有利なボッシュモトロニックMP1.2を使用するワークスチームに次ぐ3位入賞を果たした。ヨーストをはじめとする海外有力プライベートチームも参加する中での3位入賞は、日本のプライベートチームのレベルの高さを示すことができたとされ、翌年以降、他の国内プライベートチームにも956が提供されることになった。
1984年以降は国内プライベートチームも大幅に増加し、トヨタ（WRC用グループBセリカにも使用されていた4T-Gターボを転用したトムス・83C）、日産（日産・スカイラインターボCや、マーチ製シャーシにLZ20Bターボを搭載したマーチ・83G）のワークスチームを相手に圧倒的な強さを示し続けながら、国内耐久レースを盛り上げた。
JSPCに参戦する日本の自動車メーカーは、自社のグループCカー開発にあたってポルシェのグループCカーからのノウハウ吸収に努めた。トヨタは1983年にトラストから借り受けた956を実車風洞にかけ、956とトムス・83Cとの空力性能の差の大きさを知り、マツダのワークスドライバーだった片山義美は956の強さの秘密を探ろうと、1984年に1年だけトラストポルシェでJSPCに参戦した。日産に至っては後継の962Cのエンジンを購入し、分解して研究することまでした。956は日本メーカーのCカーの開発に多大な影響を与えた。
さらに956、962Cの国内のプライベートチームへの提供によって起きた国内耐久シリーズの盛り上がりはトヨタ、日産のル・マン24時間レース参戦へと発展していった。956と962Cは、国内モータースポーツ界の発展に大きな功績があったといえるだろう。
ノバの森脇基恭は956について「マシンに6か月保証が付いている」「エンジンに6,000 kmまでオーバーホール不要の保証が付いている」「エンジンのオーバーホールがポルシェの一般車と同じ工場で行われるため費用が（レーシングパーツ工費として）格安である」「WEC全戦にポルシェからサービスカーが派遣されスペアパーツがその場で購入できる」などアフターセールの良さについて絶賛している。
また、962Cに乗った中谷明彦も後年「962はドライバーの環境も考えられており、24時間耐久レースでも涼しいぐらい車内に走行風が入ってくる」と設計素性の良さを証言している。

## 引退
グループCの安全規定が変更（ドライバーのつま先がフロント車軸より後ろになくてはならない）されたことにより、956は1987年以降は出場できなくなり、この規定に沿ってモディファイされた後継モデルの962Cにその座を譲った。しかし、962Cは956の「エボリューションモデル」のため、基本的には同一車種として見なすことができる。

## 主なドライバー
- ジャッキー・イクス
- デレック・ベル
- ヨッヘン・マス
- アンリ・ペスカローロ
- ピエルカルロ・ギンザーニ
- ルイス・クラージェス（"ジョン・ウィンター"）
- ステファン・ベロフ
- アイルトン・セナ - 1984年に同マシンをドライブ。
- ステファン・ヨハンソン
- ハンス＝ヨアヒム・スタック
- ヨー・ガルトナー